# Torre de les Orenetes
La Torre de les Orenetes és una obra de Cervelló (Baix Llobregat) inclosa a l'Inventari del Patrimoni Arquitectònic de Catalunya.

## Descripció
Situada molt a prop del carrer Major i la rambla Josep Tarradellas, centre de la vila. La finca està delimitada amb un mur de contenció amb una obertura a l'eix central, on hi ha una porta reixada de dos batents. Per arribar a la torre, que queda disposada en un terreny amb desnivell, cal passar per una rampa asfaltada que queda envoltada per un gran jardí. La casa és de planta quadrada i té una distribució de planta baixa i pis. A la façana principal, les obertures són d'arc pla i segueixen una composició de tres eixos vertical. A la planta baixa, la porta està flanquejada per dues finestres graellades i a la primera planta hi ha tres balcons amb barana de ferro forjat. L'immoble està coronat amb un remat d'arcs georgians que delimiten tot el seu perímetre. La coberta és de teula àrab i té una inclinació de dues aigües amb el carener paral·lel a la façana principal. El parament està arrebossat i pintat i damunt dels balcons i al remat, compta amb tessel·les de ceràmica verda que dibuixen motius geomètrics.